# Fritz Walter (Forstwissenschaftler)
Fritz Walter (* 14. Januar 1916 in Eilenburg; † 14. November 2009) war ein deutscher Ökonom und Forstwissenschaftler.

## Leben
Fritz Walter wurde 1916 in Eilenburg geboren. 1932/33 absolvierte Walter ein Volontariat im Landratsamt Merseburg. Anschließend wurde er zum Reichsarbeitsdienst eingezogen. 1934/35 arbeitete er wiederum als Volontär bei der Konsumgenossenschaft in Ammendorf und war später Angestellter im Landratsamt Kölleda. Bevor er 1939 zum Kriegsdienst eingezogen wurde, legte Walter 1938 die Sonderreifeprüfung in Weimar ab. Während des Zweiten Weltkrieges geriet er in Gefangenschaft. 1945 kehrte er zurück und arbeitete mit einer Unterbrechung bis 1952 beim Rat des Kreises in Merseburg als Abteilungsleiter. Schon während dieser Zeit dozierte er an verschiedenen Verwaltungsfachschulen in Sachsen-Anhalt zum Haushalts-, Kassen- und Rechnungswesen.
Von 1953 bis 1959 war Walter Dozent und Fachrichtungsleiter an der Fachschule für Finanzwirtschaft in Gotha. 1954 legte er die Fachschullehrerprüfung in Plauen ab. Neben seiner Lehrtätigkeit in Gotha absolvierte er ein Fernstudium der Finanzökonomie an der Humboldt-Universität zu Berlin. 1957 erwarb er das Diplom an der Universität Halle und wurde ebenda mit seiner Dissertationsschrift Das Haushaltssystem in der Bundesrepublik Deutschland zum Dr. rer. oec. promoviert.
Ab 1959 war er Oberassistent am Institut für Forstökonomie der Technischen Hochschule Dresden und ab 1961 ebenda Dozent für Betriebs- und Finanzökonomie an der Fakultät für Forstökonomie. 1964 wurde er mit seiner Arbeit Die Umlaufmittel der staatlichen Forstwirtschaftsbetriebe in der Deutschen Demokratischen Republik: Ein Beitrag zur Betriebsökonomik der sozialistischen Forstwirtschaft in Dresden habilitiert. Von 1969 bis 1981 war Walter außerordentlicher Professor für Forstliche Betriebs- und Finanzwirtschaft an der Sektion Forstwirtschaft der TU Dresden.

## Veröffentlichungen
- Das Haushaltssystem in der Bundesrepublik Deutschland, Dissertationsschrift, Halle (Saale) 1960
- Die Ausnutzung der Umlaufmittel und ihre Bedeutung für die Rentabilität der Staatlichen Forstwirtschaft. In: Wissenschaftliche Zeitschrift der TU Dresden, Ausgabe 13, 1964
- Die Umlaufmittel der staatlichen Forstwirtschaftsbetriebe in der Deutschen Demokratischen Republik: Ein Beitrag zur Betriebsökonomik der sozialistischen Forstwirtschaft, Habilitationsschrift, Dresden 1964
- Einführung in die Forstliche Betriebsökonomie. Fonds, Rechnungswesen, Ergebnis., 1965
- Probleme der Einbeziehung des Wegenetzes in die bewerteten Grundmittel der staatlichen Forstwirtschaft. In: Archiv für Forstwesen, 1966
- Forstökonomie, (unter Mitarbeit von Frithjof Paul), Deutscher Landwirtschaftsverlag, Berlin 1984